# Fontaine-lès-Hermans

Fontaine-lès-Hermans este o comună în departamentul Pas-de-Calais, Franța. În 1 ianuarie 2022 avea o populație de 107 de locuitori.